# Редеуць-Прут
Редеуць-Прут, Редеуці-Прут (рум. Rădăuți-Prut) — село у повіті Ботошані в Румунії. Входить до складу комуни Редеуць-Прут.
Село розташоване на відстані 426 км на північ від Бухареста, 55 км на північ від Ботошань, 133 км на північний захід від Ясс.

## Населення
За даними перепису населення 2002 року у селі проживали 836 осіб, усі — румуни. Усі жителі села рідною мовою назвали румунську.